# 笠亭仙果
笠亭 仙果（りゅうてい せんか、1804年11月18日（文化元年10月17日） - 1868年3月2日（慶応4年2月9日））は、江戸時代の戯作者・狂歌師。姓は高橋、名は次房、後に広道。通称は橘屋弥太郎。号は桃の舎・合一堂など。柳亭種秀、二世柳亭種彦とも称した。

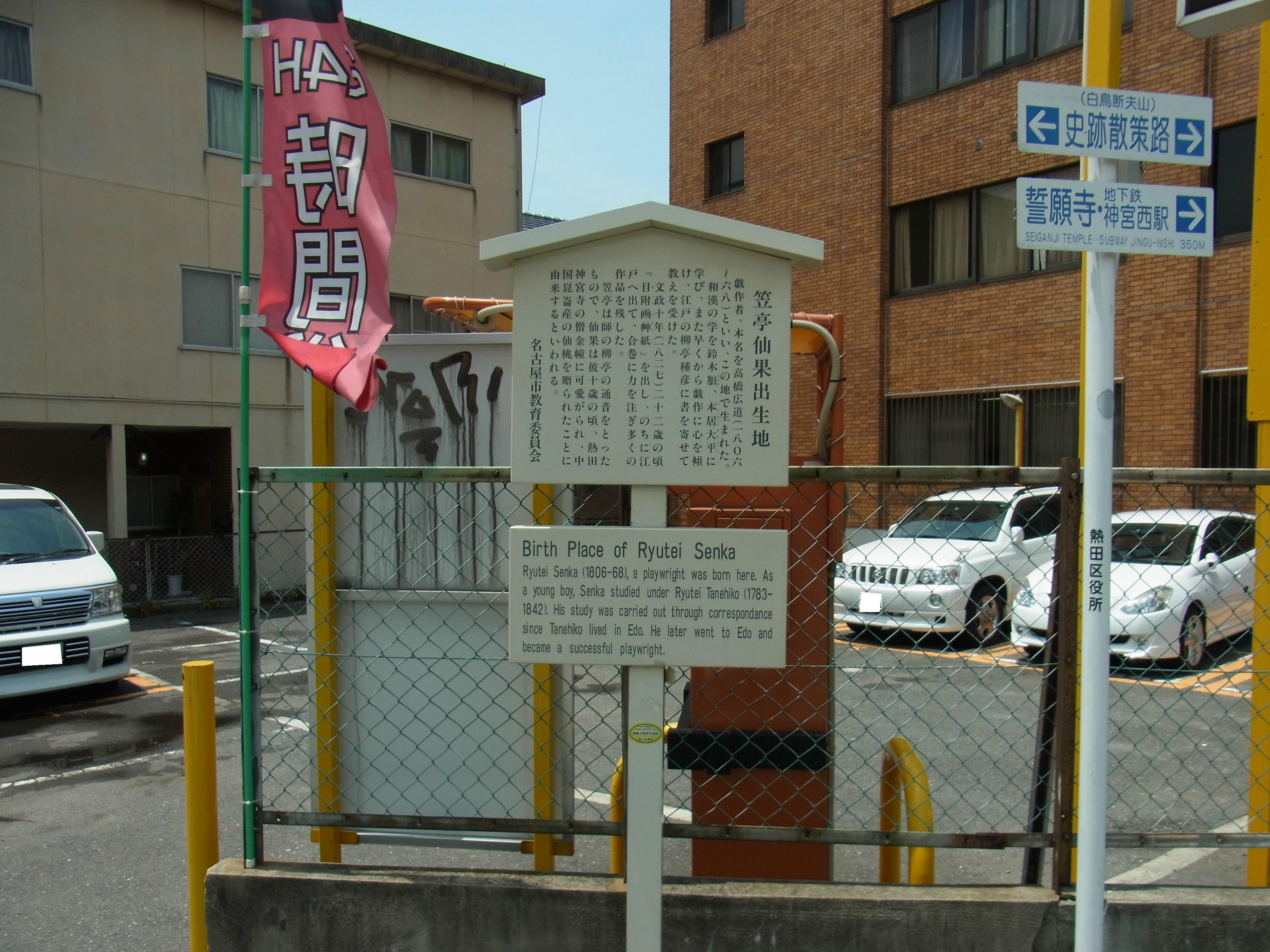
笠亭仙果出生地

## 生涯
尾張国熱田中瀬町（現・名古屋市熱田区白鳥）に、質屋・橘屋の子として生まれる。熱田神宮神官の磯部政春に手跡や素読を学び、森高雅に画を学ぶ。尾張藩儒の鈴木朖に師事して和漢の学を修め、本居大平や本居内遠の教えも受ける。1825年（文政8年）『泥鵬台文集』を刊行。1828年（文政11年）高松中納言公祐の歌道門に入る。1829年（文政12年）書翰を通じて柳亭種彦の門下に入る。
1831年（天保2年）『合物端歌弾初』で種彦門人として戯作デビュー。1837年（天保8年）『一筋道雪眺望』で早くも種彦の校閲が免じされて自立。この頃、すでに三世浅草庵黒川春村の狂歌門に入っており、のちに四代浅草庵を継ぐ。1845年（弘化2年）父の破産に伴って江戸に赴き、一時は狂歌師を目指すが実現せず、1847年（弘化4年）に出版活動を再開する。1848年からは代表作となる長編合巻『雪梅芳譚 犬の草紙』を手がけた。1855年（安政2年）には安政江戸地震に遭遇し、その体験を書き記した『なゐの日並』は、鯰絵の流行など震災後の世相を記録した資料として知られる。
1856年（安政3年）頃から柳亭の号を意識して柳々子などと名乗り、1858年（安政5年）種彦の名で『西行法師一代記』を刊行する。これに対して種彦一門から異義が唱えられたため柳亭種秀と改号し、1861年（文久元年）から二世柳亭種彦を名乗った。師名相続には梅素亭玄魚や仮名垣魯文、二世岳亭定岡の援助があったという。一時期、高畠藍泉が二世を名乗った時期もあったが、笠亭仙果がすでに二世として文名を得ており、高畠藍泉は三世柳亭種彦に甘んじた。
著作活動が本格化するのは1849年（嘉永2年）頃であり、多作家であるものの、翻案抄録ものや他作者の作品の後続作が多い。主に合巻を手がけた。

## 作品
- 『雪梅芳譚 犬の草紙』（1848年 - ） - 曲亭馬琴『南総里見八犬伝』の抄出本
- 『邯鄲諸国物語』（1848年 - 1856年） - 初代柳亭種彦の作品を継承
- 『女水滸伝』- 曲亭馬琴『傾城水滸伝』の続編
- 『雅俗随筆』
- 『三都妖婦伝』
- 『稚源氏東国初旅』